# 表記
| ウィキペディアには「表記」という見出しの百科事典記事はありません（タイトルに「表記」を含むページの一覧/「表記」で始まるページの一覧）。 代わりにウィクショナリーのページ「表記」が役に立つかもしれません。 |